# Leonid Baranowski
Leonid Baranowski (del ruso: Леонид Андреевич Барановский) (Odesa, 15 de julio de 1953 - ibídem, 8 de diciembre de 2013) fue un futbolista profesional ucraniano que jugaba en la demarcación de centrocampista.

## Biografía
Leonid Baranowski debutó como futbolista profesional con el MFK Lokomotiv Odessa. Ya en 1971 a los 18 años de edad fichó por el FC Chernomorets Odessa. Permaneció en el club durante cuatro años, llegando a quedar tercero en la Primera División de la Unión Soviética en la temporada 1973/1974, y marcando tres goles en 21 partidos que disputó. Finalmente en 1975 se fue traspasado al SC Odesa, equipo en el que se retiraría posteriormente, tras marcar cuatro goles en 54 partidos jugados con el club, en 1978 a los 25 años de edad.
Leonid Baranowski falleció el 8 de diciembre de 2013 en Odesa a los 60 años de edad.

## Clubes
| Club                   | País            | Año         | Partidos | Goles |
| ---------------------- | --------------- | ----------- | -------- | ----- |
| MFK Lokomotiv Odessa   | Unión Soviética | 1970 - 1971 | ¿?       | ¿?    |
| FC Chernomorets Odessa | Unión Soviética | 1971 - 1975 | 21       | 3     |
| SC Odesa               | Unión Soviética | 1975 - 1978 | 54       | 4     |

## Palmarés
FC Chernomorets Odessa
- Primera Liga Soviética: 1973